# Lubno (Frydlant nad Ostrawicą)
Lubno (pierwotnie: Lubna albo Łubna, po polsku też Łubno.)  – wieś stanowiąca część miasta Frydlant nad Ostrawicą w kraju morawsko-śląskim, w powiecie Frydek-Mistek w Czechach, na prawym brzegu rzeki Ostrawicy, w granicach historycznego regionu Śląska Cieszyńskiego. Jest to także gmina katastralna o powierzchni 798,0277 ha. Populacja w 2001 wynosiła 517 osób, zaś w 2012 odnotowano 395 adresów. 

## Historia
Po raz pierwszy wzmiankowana w 1281 roku jako Lubna. Nazwa wywodzi się najprawdopodobniej od prasłowiańskiego *lub-/l´ub-, połskie łub, oznaczające korę. Miejscowość pozostawała do końca średniowiecza wsią szlachecką w granicach utworzonego w 1290 księstwa cieszyńskiego, będącego od 1327 lennem Królestwa Czech, a od 1526 roku w wyniku objęcia tronu czeskiego przez Habsburgów wraz z regionem aż do 1918 roku w monarchii Habsburgów (potocznie Austrii). W 1426 dziedziczne wójtostwo w Lubnej było w posiadaniu Jakubka z Brzezowic. W 1573 miejscowość wraz z kilkunastoma innymi wsiami oraz miastem Frydek została sprzedana przez książąt cieszyńskich tworząc frydeckie państwo stanowe. W 1679 wzmiankowany jest przysiółek Lubna Borowa powstały, później przez Lubną wchłonięty.
Według austriackiego spisu ludności z 1900 w 118 budynkach w Lubnej na obszarze 805 hektarów mieszkało 813 osób, co dawało gęstość zaludnienia równą 101 os./km². z tego 759 (93,4%) mieszkańców było katolikami a 54 (6,6%) ewangelikami, 809 (99,5%) było czesko- a 4 (0,5%) niemieckojęzycznymi. Do 1910 roku liczba budynków wzrosła do 124 a mieszkańców pozostała na poziomie 873, z czego 829 (95%) było katolikami, 44 (5%) ewangelikami, a wszyscy zameldowani na stałe (872) byli czeskojęzyczni.
Na byłym cmentarzu ewangelickim znajduje się pomnik Jana Husa z 1921 roku.
Od 1 stycznia 1980 w granicach Frydlantu nad Ostrawicą (1980-1981 pod nazwą Frýdlant nad Ostravicí 6-Lubno).